# Ambassade du Sri Lanka en France
L'ambassade du Sri Lanka en France est la représentation diplomatique de la république démocratique socialiste du Sri Lanka auprès de la République française. Elle est située 16, rue Spontini dans le 16e arrondissement de Paris, la capitale du pays. Son ambassadrice est, depuis 2023, Manisha Gunasekera.

## Histoire
Entre 1979 et 2002, l'ambassade est située 15 rue d'Astorg (8e arrondissement de Paris). En 2002, elle est transférée au 16 rue Spontini (16e arrondissement de Paris).

## Liste des ambassadeurs
| Date de nomination | Date de nomination | Date de remise des lettres de créance | Date de remise des lettres de créance | Ambassadeur                       |
| ------------------ | ------------------ | ------------------------------------- | ------------------------------------- | --------------------------------- |
| ?                  |                    | 6 novembre 1965                       | [ JORF 1 ]                            | Lalitha Rajapakse (en)            |
| ?                  |                    | 1968                                  |                                       | Fredrick de Silva (en)            |
| ?                  |                    | 7 septembre 1970                      | [ JORF 2 ]                            | Tissa Wijeyeratne (en)            |
| ?                  |                    | 21 novembre 1974                      | [ JORF 3 ]                            | Ediriweera Sarachchandra (en)     |
| ?                  |                    | 16 mars 1978                          | [ JORF 4 ]                            | Vernon Mendis (en)                |
| ?                  |                    | 30 juillet 1981                       | [ JORF 5 ]                            | N. Balasubramaniam                |
| ?                  |                    | 21 septembre 1984                     | [ JORF 6 ]                            | D.G.B. da Silva                   |
| ?                  |                    | 1985                                  |                                       | Ananda W. P. Guruge (en)          |
| ?                  |                    | 12 janvier 1989                       | [ JORF 7 ]                            | Warnasena Rasaputra (en)          |
| ?                  |                    | 1er février 1993                      | [ JORF 8 ]                            | Sirisena Banda Hettiaratchi       |
| ?                  |                    | 7 juin 1995                           | [ JORF 9 ]                            | Sumitra Peries                    |
| ?                  |                    | 16 mars 1999                          | [ JORF 10 ]                           | Senake Bandaranayake              |
| ?                  |                    | 26 octobre 2000                       | [ JORF 11 ]                           | Christopher Daneshan Casie Chetty |
| ?                  |                    | 15 novembre 2001                      | [ JORF 12 ]                           | Chandra Gemunu Wickremasinghe     |
| ?                  |                    | 1er avril 2003                        | [ JORF 13 ]                           | Ananda Goonathilake               |
| ?                  |                    | 25 juillet 2005                       | [ JORF 14 ]                           | Chitranganee Wagiswara            |
| ?                  |                    | 26 janvier 2009                       | [ JORF 15 ]                           | Lionel Fernando (en)              |
| ?                  |                    | 28 janvier 2011                       | [ JORF 16 ]                           | Dayan Jayatilleka (en)            |
| ?                  |                    | 11 juillet 2013                       | [ JORF 17 ]                           | Karunaratne Hangawatte            |
| ?                  |                    | 8 septembre 2015                      | [ JORF 18 ]                           | Tilak Ranaviraja                  |
| ?                  |                    | 18 décembre 2017                      | [ JORF 19 ]                           | Buddhi K. Athauda                 |
| ?                  |                    | 12 avril 2021                         | [ JORF 20 ]                           | Kshanika Hirimburegama (en)       |
| ?                  |                    | 22 septembre 2023                     | [ JORF 21 ]                           | Manisha Gunasekera                |